# Vereinshaus (Schwerin)

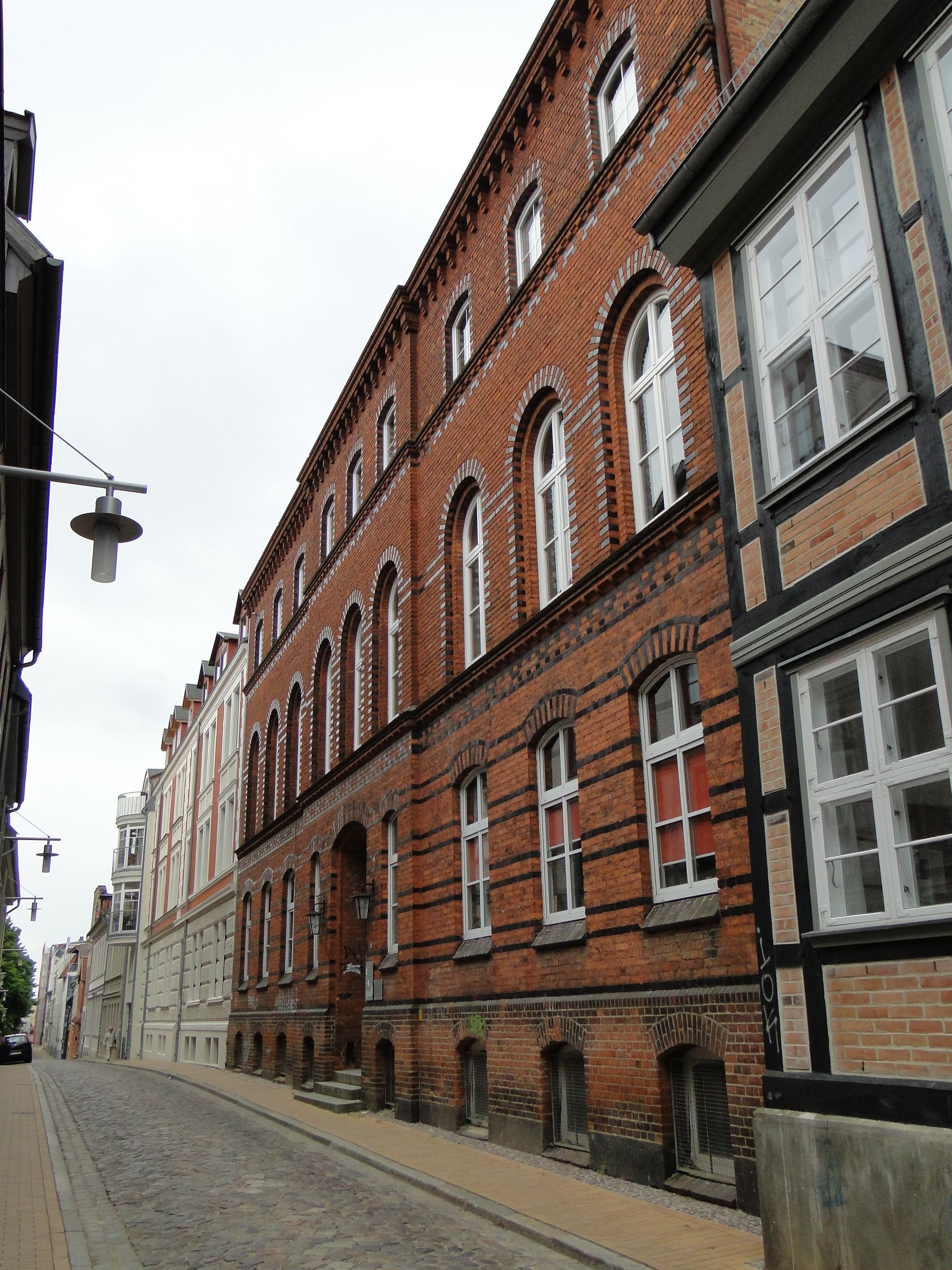
Ehem. Vereinshaus

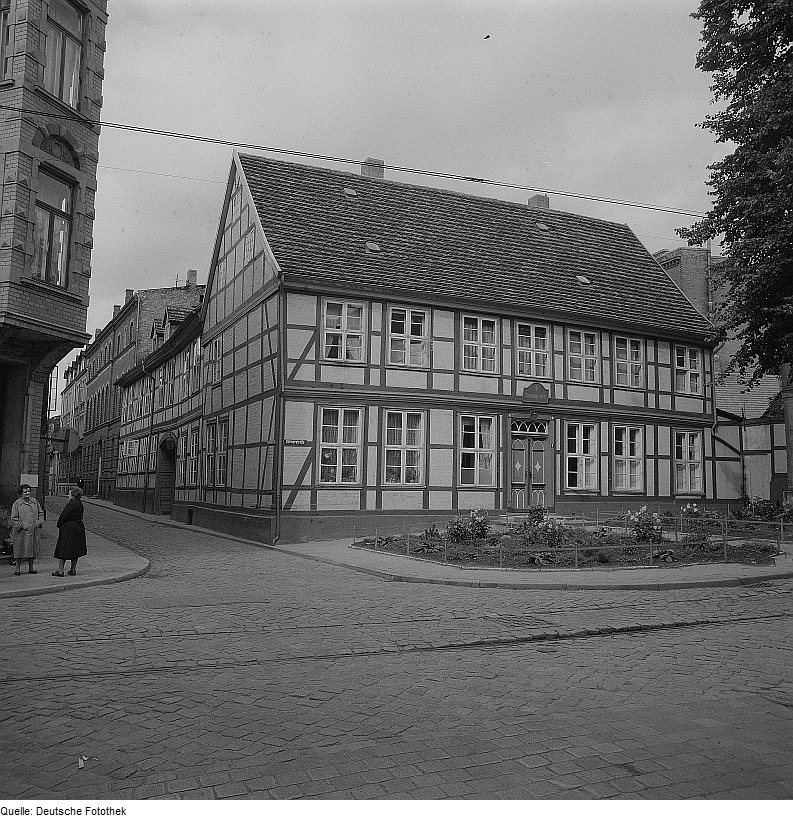
Stephanusstift und Vereinshaus (1950er Jahre)

Das ehemalige Vereinshaus mit dem Wichernsaal in Schwerin, Stadtteil Schelfstadt, Apothekerstraße 48, ist ein Baudenkmal in Schwerin.

## Geschichte
Das dreigeschossige verklinkerte Vereinshaus wurde 1893 als Erweiterung des angrenzenden Stephanusstifts und Herberge „Zur Heimat“ im Stil der Gründerzeit gebaut. Es hat einen eingeschossigen, stadtgeschichtlich bedeutsamem, rückseitigen Saalanbau, den Wichernsaal, benannt nach dem Theologen und Sozialpädagogen Johann Hinrich Wichern (1808–1881), Begründer der Inneren Mission der evangelischen Kirche. Bauherr war der Jünglingsverein, ein Vorgänger des CVJM. Das Netz der „Herbergen zur Heimat“ bot wandernden Handwerksgesellen, Durchreisenden und auch Obdachlosen eine günstige, sichere und christlich geprägte Unterkunft. Als Vereinshaus und Herberge wurde das Haus bis in die 1930er Jahre genutzt. Nach 1945 diente es kirchlichen und diakonischen Zwecken. Im Vorderhaus bestand ein kirchlicher Kindergarten.
Der Saal war einst Tagungsort der Synode der Evangelisch-Lutherischen Landeskirche Mecklenburgs. Er dient(e) auch als Probenraum des Sinfonieorchesters, für Kirchenchöre und Musikergruppen sowie für Ausstellungen, Stadtteilfeste und Familienfeiern. In der Zeit der DDR bot der kirchliche Saal nicht-staatlichen Gruppen einen Ort zu Tagungen und Gesprächen und oppositionellen Liedermachern eine Auftrittsmöglichkeit. So gab es im Herbst 1981 hier eine erste Versammlung von Umweltschützern und Kernkraftgegnern.
Nach einem langen Dornröschenschlaf konnte der Saal von 2018 bis 2020 mit EU-Mitteln saniert werden. Dabei erfolgte der Einbau einer neuen Empore als Stahlkonstruktion auf der Nordseite. Auf der südlichen Innenhofseite bildet eine neue Stahlglaskonstruktion eine neue Außenwand, wodurch die alte Fachwerkaußenwand erhalten werden konnte.
Das Vorderhaus mit kleinen Seminarräumen, Büros und Nebenfunktionsräumen wird vom Diakonischen Werk Mecklenburg-Vorpommern als Bildungsstätte und Begegnungszentrum genutzt. Die Büste von Wichern erhielt nach Abschluss der Baumaßnahmen ihren alten Platz im Foyer.